# Love Is a Headache

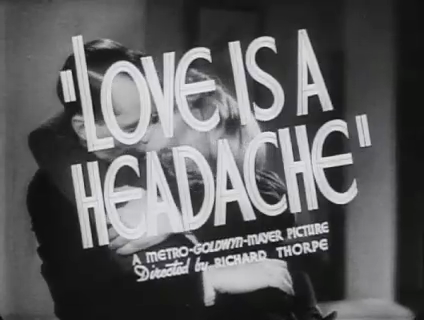
Titoli di testa del film

Love Is a Headache è un film statunitense del 1938 diretto da Richard Thorpe.